# جميل الحراشف لازوردي
جميل الحراشف لازوردي أو يوفولوس لازوردي (الاسم العلمي Eupholus azureus) هي نوع من الخنافس من فصيلة السوسية الحقيقية،
ويمكن أن يصل حجمها إلى 32 ملم.